# أزبروك
أزبروك هي بلدة تقع في إقليم نور في منطقة أوت دو فرانس.